# Capel Eithin
Capel Eithin (auch Cae Capel Ethin) bei Gaerwen ist ein Wohnplatz westlich von Llanfairpwllgwyngyll auf Anglesey. Für die Ur- und Frühgeschichte Westeuropas weist er als archäologischer Fundplatz Funde auf, die von der Steinzeit bis zum Frühmittelalter reichen. Zu den ältesten Funden zählt Grooved Ware. Aus der Bronzezeit stammt ein 1856 gefundener Hort von elf kleinen Goldringen und elf Goldarmbändern (je zwei erhalten) die im British Museum gezeigt werden. Aus der Römerzeit findet sich eine kleine römische Struktur, möglicherweise ein Tempel. Aus dem Frühmittelalter stammen etwa 100 Gräber.